# Chad Muska
Chad Muska, född 2 maj 1977 i Lorain i Ohio, är en professionell skateboardåkare. Han började åka skateboard vid 11 års ålder. Han har bland annat medverkat i spelen Tony Hawk's Pro Skater till Tony Hawk's Underground 2. 
Chad Muska har grundat två företag, dessa är skateboardföretag som designar bland annat skateboardskor.
Han är också artist och gör egna låtar.
Muska är sponsrad av många stora skateboardföretag, till exempel Element Skateboards, Supra Footwear och KR3W apparel.